# Distretto di Sangkhla Buri
Il distretto di Sangkhla Buri (in thailandese: สังขละบุรี) è un distretto (amphoe) della Thailandia, situato nella provincia di Kanchanaburi.